# Accidente de carretera de Nazca de 2016
El 9 de agosto de 2016 se produjo un accidente de carretera en la zona conocida localmente como Bajada San Martín, Provincia de Ica, del departamento homónimo, en Perú, cuando dos buses de las empresas de transporte Expreso Internacional Palomino y Flores Hermanos, que viajaban de Cuzco a Lima y de Ica a Nazca respectivamente, colisionaron, provocando la muerte de 17 personas, incluidos los conductores, y 41 heridos. Los heridos fueron rescatados por los bomberos y la Policía de Carreteras y llevados a los hospitales de Nazca y Palpa. Seis de los pasajeros fallecidos viajaban en el bus de Flores Hermanos y los otras 11 en el de Expreso Internacional Palomino. El tránsito por el lugar del accidente fue cerrado hasta que las autoridades terminaron de trasladar a los heridos a hospitales y levantar los cadáveres.
Un testigo aseguró a la televisora Canal 21 TV que el bus de Hermanos Flores invadió el carril del otro bus, lo que, dijo, habría originado el impacto.
En Perú, ocurren regularmente accidentes de buses interprovinciales en carreteras, causado principalmente por la excesiva velocidad con la que son conducidos los vehículos, el estado de ebriedad con la que manejan los conductores, además de la imprudencia de peatones; o también el mal estado de las vías y del parque automotor y las condiciones agrestes de la geografía. En lo que iba de 2016, 3876 personas habían perdido la vida en este tipo de accidentes, una cifra mayor que en el mismo periodo en 2015.

## Pronunciamiento de las autoridades competentes
La Superintendencia de Transporte Terrestre de Personas, Carga y Mercancías (SUTRAN) publicó en su página web la lista de personas heridas y fallecidas, que gradualmente iba completándose. Además, emiitó un comunicado, en el que, además de informar de las empresas invlucradas en el accidente y de las medidas tomadas, anunció que:

[...]...de conformidad a los lineamientos planteados por el nueva gestión (el nuevo Gobierno, de Pedro Pablo Kuczynski), llevará a cabo una auditaría a las empresas involucradas en los accidentes del año 2016 a fin de fiscalizar la participación reiterativa de algunas empresas en los accidentes de tránsito, así como proponer las medidas correctivas necesarias para reducir los accidentes con consecuencias fatales.

Al día siguiente, fiscalizadores de esta organismo se presentaron en el terrapuerto de la agencia Expreso Internacional Palomino en Lima, supervisar la salida de los buses, verificando las condiciones en las que operan los vehículos, que cumplan con la correcta implementación de los cinturones de seguridad, revisión técnica, SOAT, entre otras medidas de seguridad.

## Reacciones
El presidente Pedro Pablo Kuczynski, tras enterarse del hecho, consideró «fundamental» cambiar los problemas que se presentan en el ámbito vial, como la deficiencia en infraestructura, vehículos sin revisión técnica y la imprudencia de los conductores.